# Stygocyathura wadincola
Stygocyathura wadincola is een pissebed uit de familie Anthuridae. De wetenschappelijke naam van de soort is voor het eerst geldig gepubliceerd in 1997 door Botosaneanu & Jan Hendrik Stock.